# Klara Eriksson
Klara Eriksson, född i Torsby 1972, är en svensk metallformgivare. Eriksson är medlem i LOD, som består av sex metallformgivare som arbetar på Kungsholmen i Stockholm.
Erikssons har bakgrund från MFA Konstfack 2001, Stenebyskolan i Dals Långed samt Hantverkets folkhögskola, Leksand. Hon har varit lärling hos Kerstin Öhlin-Lejonklou och Sebastian Schildt.
Eriksson är representerad på Nutida Svenskt Silver och på Nationalmuseum. Hennes specialitet är att deformera mönster genom drivning.